# Perils of Nyoka
Perils of Nyoka (bra: Os Perigos de Nyoka) foi um seriado estadunidense realizado em 1942 pela Republic Pictures, dirigido por William Witney e estrelado por Kay Aldridge, apresentando as aventuras de Nyoka, personagem criada a partir do romance Jungle Girl, de Edgar Rice Burroughs. Anteriormente, a personagem Nyoka aparecera no seriado Jungle Girl, porém com outro sobrenome. Enquanto em Perils of Nyoka o sobrenome é Gordon, em Jungle Girl, seu sobrenome era Meredith.
Foi o 26º dos 66 seriados produzidos pela Republic Pictures, e veiculou nos cinemas estadunidenses a partir de 27 de junho de 1942.
Em 1952, Perils of Nyoka foi relançado, como Nyoka and the Tigermen, além de uma versão em longa metragem de 100 minutos exibida na televisão, Nyoka and the Secrets of Hippocrates.[carece de fontes?]

## Sumário
Apresenta as aventuras de Nyoka e Larry Grayson, que partem em busca de um tesouro, o Golden Tablets of Hippocrates (barras de ouro de Hipócrates), enterrado juntamente com o conhecimento médico dos antepassados. Também em busca do tesouro estão a Rainha Vultura e Cassib.

## Elenco

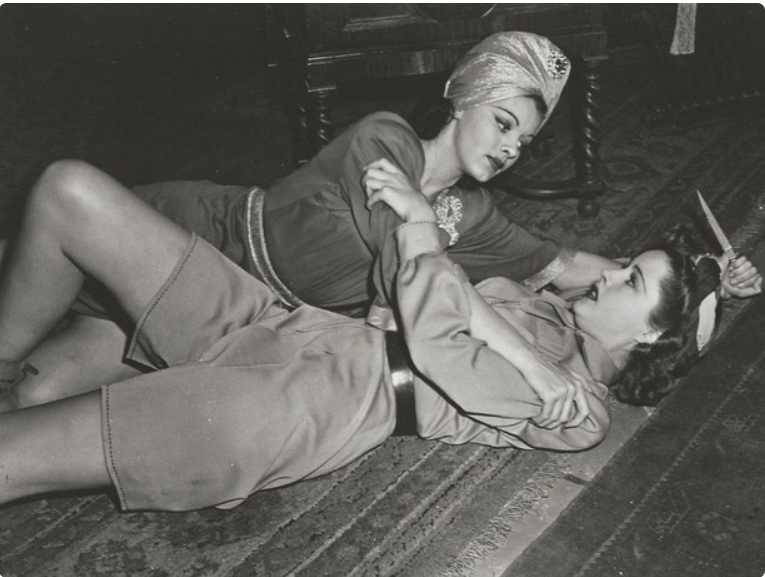
Deitada, Nyoka (Kay Aldridge) enfrenta Vultura (Lorna Gray).

- Deitada, Nyoka (Kay Aldridge) enfrenta Vultura (Lorna Gray).Kay Aldridge interpretava Nyoka Gordon, substituindo Francis Gifford, intérprete de Jungle Girl, produzido anteriormente pela Republic Pictures. O sucesso e popularidade adquiridos com o seriado transformaram Kay Aldridge em estrela de muitos outros seriados da Republic Pictures.
- Clayton Moore - Dr Larry Grayson
- Lorna Gray (posteriormente Adrian Booth[4]) - Vultura
- Charles Middleton - Cassib
- William Benedict - Red Davis
- Forbes Murray - Prof Douglas Campbell
- George Pembroke - John Spencer
- Tristram Coffin - Benito Torrini
- Forrest Taylor - Translator
- Forbes Murray - Professor Douglas Campbell
- Robert Strange - Professor Henry Gordon
- George Pembroke - John Spencer
- Georges Renavent - Maghreb
- John Davidson - Lhoba
- George J. Lewis - Batan
- Ken Terrell - Ahmed
- John Bagni - Ben Ali
- Kenne Duncan - Abou
- Arvon Dale - Bedouin
- Emil Van Horn fez o gorila "Satan", como o fizera em Jungle Girl.[5]
- Herbert Rawlinson - Maj. Reynolds (Cap. 1) (Não-creditado)

## Características
O seriado possuía 15 capítulos, num total de 261 minutos, e foi realizado entre 27 de junho de 1942 e 2 de abril de 1952. O sucesso que anteriormente fizera Jungle Girl propiciou essa sequência, mas o estúdio não pagou novamente a licença a Burroughs, repetindo os mesmos termos de Jungle Girl, porém mudando o título para Nyoka, criação dos escritores da Republic Pictures e não de Burroughs.
Nas cenas arriscadas, Kay é substituída pelo dublê David Sharpe que, apesar de se sentir meio sem jeito com roupas femininas, proporciona aos espectadores alguns momentos espetaculares.

Em 1955, a Republic Pictures lançou seu penúltimo seriado, Panther Girl of the Kongo estrelado por Phyllis Coates como Jean Evans. Para baratear a produção, foram reutilizadas cenas de arquivo do seriado Jungle Girl, inclusive o traje. Como resultado, a última personagem feminina principal da Republic usou a mesma fantasia que a primeira.
Alguns anos depois, Perils of Nyoka foi relançado, como “Nyoka and the Tigermen”, além de uma versão em longa metragem exibida na televisão, “Nyoka and the Secrets of Hippocrates”, num pacote de 26 seriados da Republic Pictures, reeditados em 100 minutos, em 1966.

## Títulos dos capítulos
- Desert Intrigue (26min 50s)
- Death's Chariot (17min 9s)
- Devil's Crucible (16min 52s)
- Ascending Doom (16min 48s)
- Fatal Second (16min 49s)
- Human Sacrifice (16min 41s)
- Monster's Clutch (16min 47s)
- Tuareg Vengeance (16min 44s)
- Buried Alive (16min 41s)
- Treacherous Trail (16min 51s)
- Unknown Peril (16min 40s)
- Underground Tornado (16min 39s)
- Thundering Death (16min 43s)
- Blazing Barrier (16min 38s)
- Satan's Fury (16min 33s)